# Megafauna

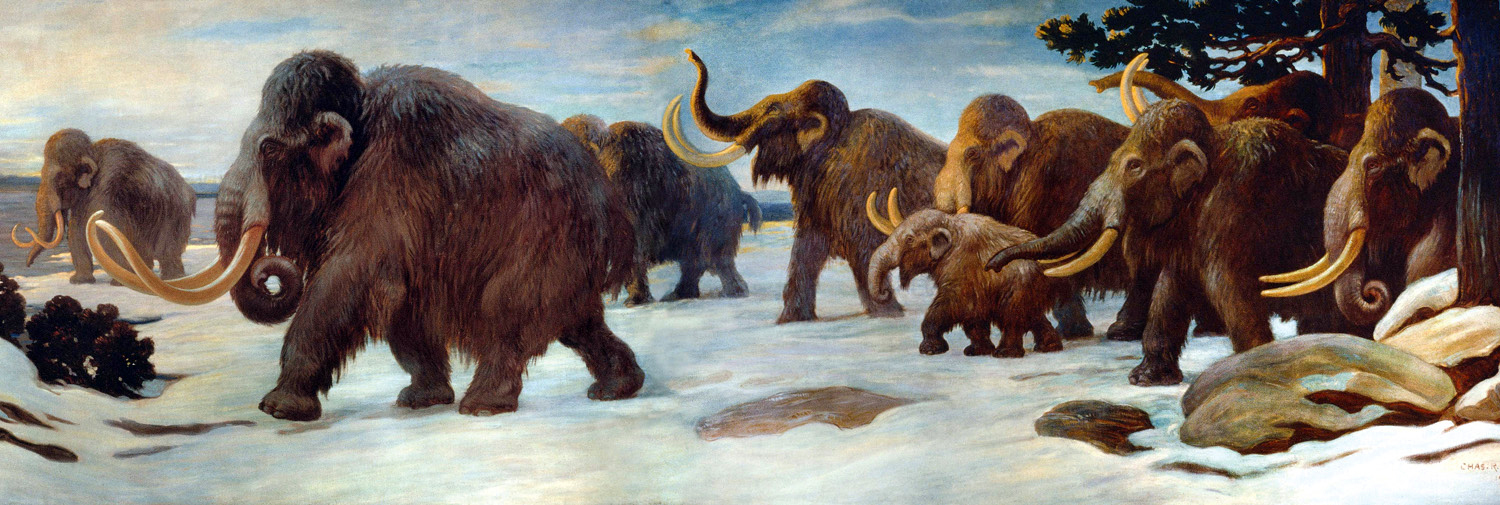
Künstlerische Darstellung einer Wollhaarmammutherde im nördlichen Eurasien des Pleistozäns

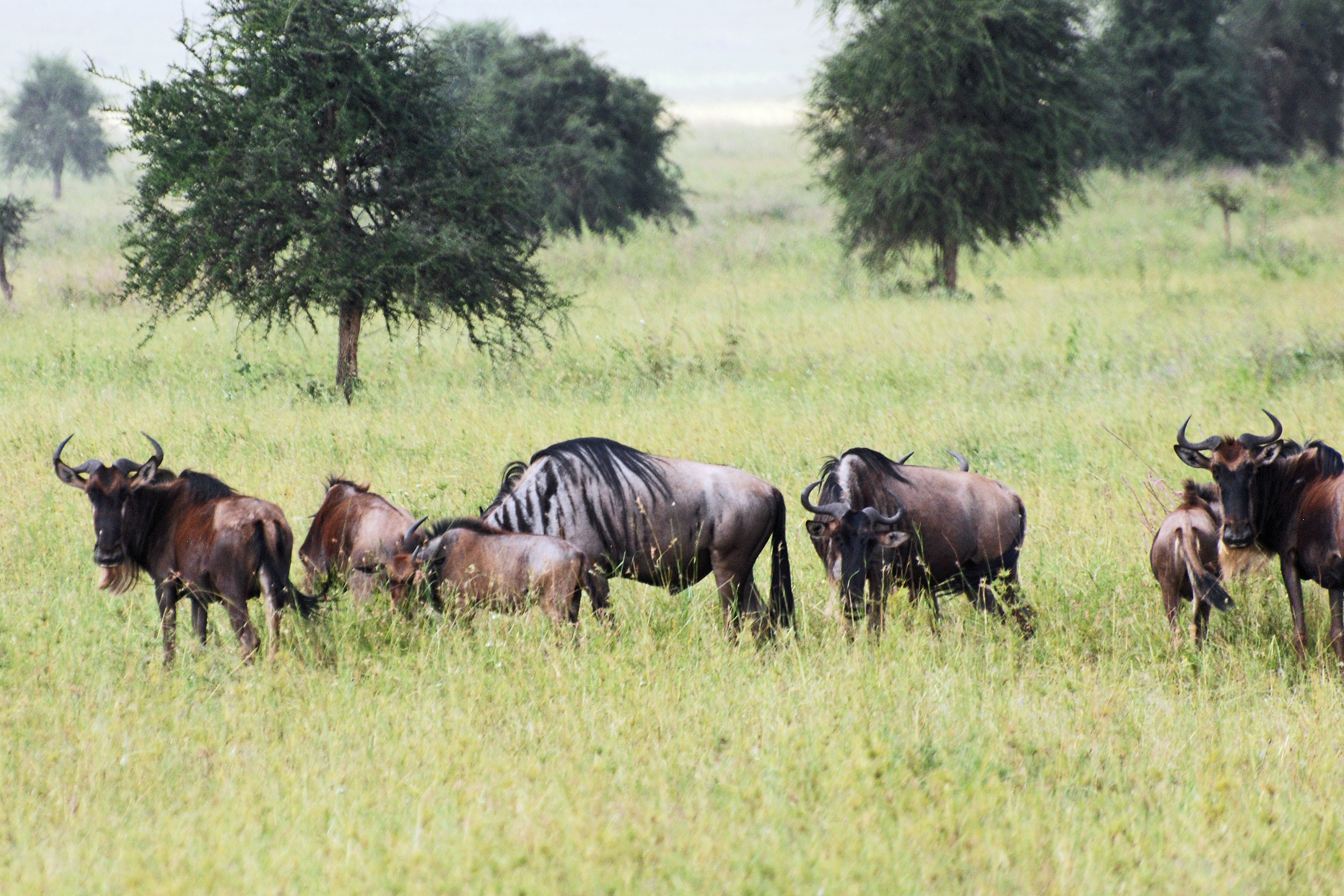
Gnus in der östlichen Serengeti

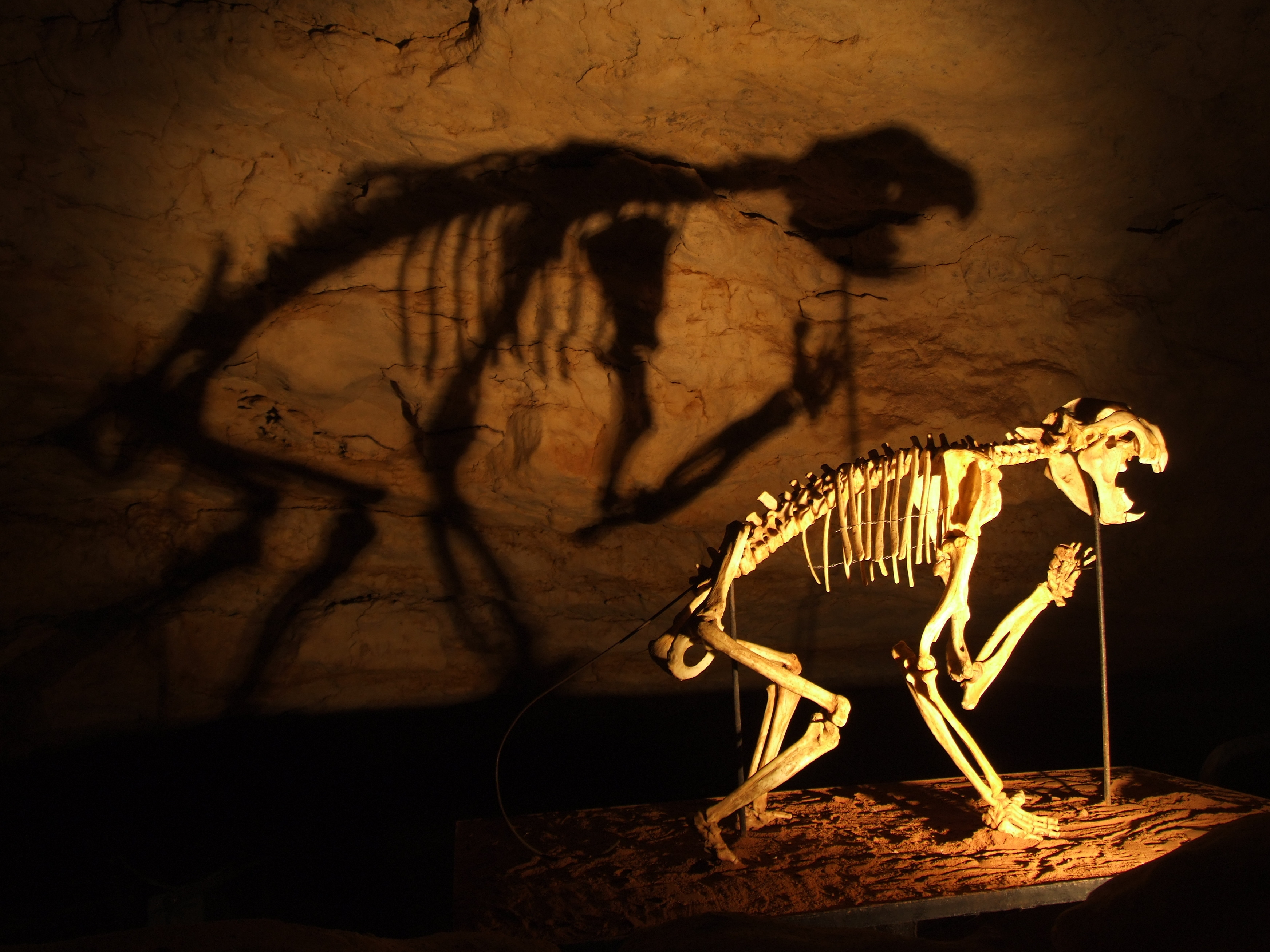
Beutellöwen-Skelett im Naracoorte-Caves-Nationalpark, South Australia

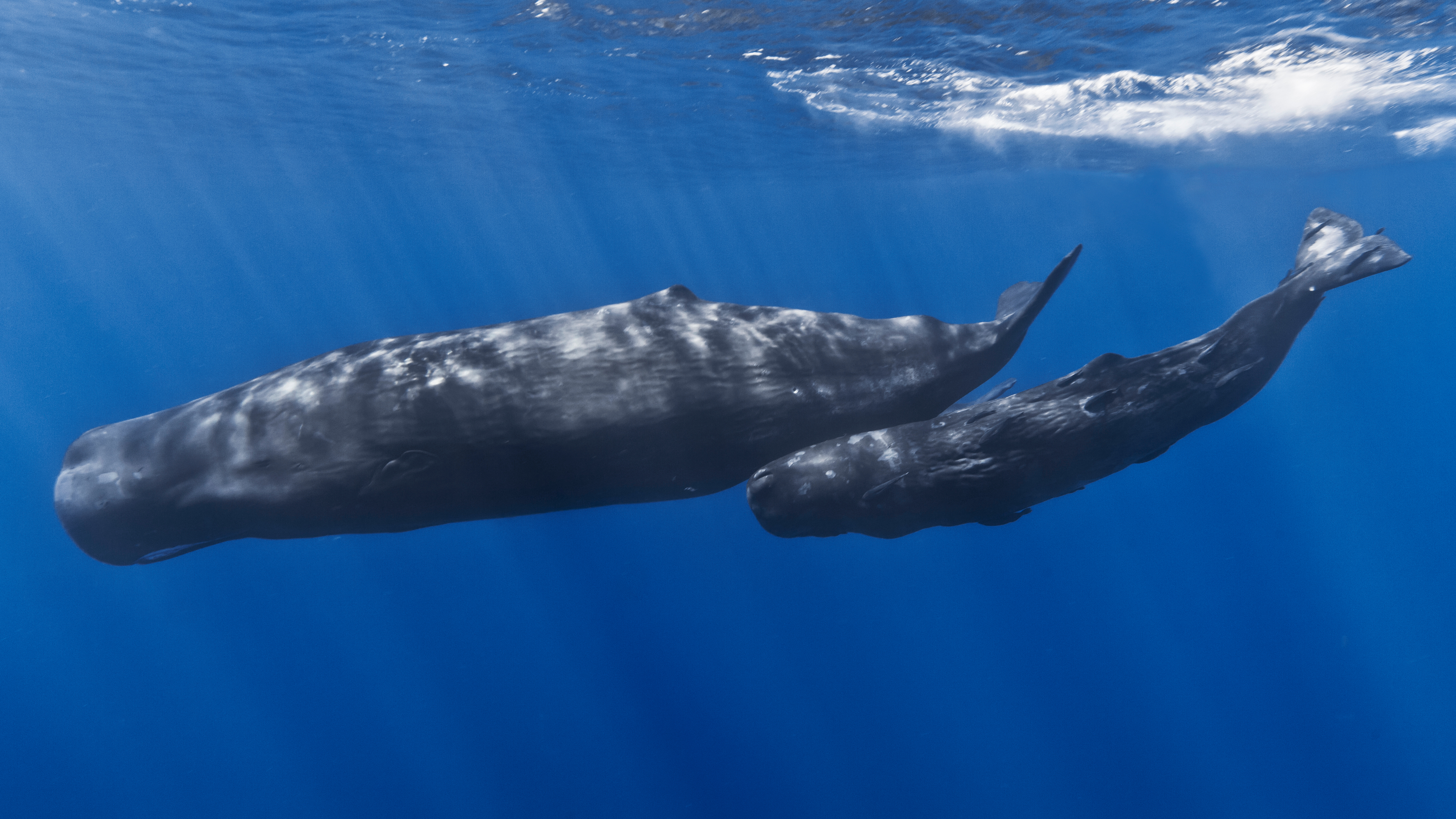
Eine Pottwal-Mutter mit ihrem Kalb

Als Megafauna wird der Anteil der Tiere bezeichnet, welcher in einem Habitat die körperlich größten Organismen stellt. Die nächstkleinere Kategorie ist die Makrofauna und die kleinste die Mikrofauna.
Zur Abgrenzung der Megafauna bei den landlebenden Wirbeltieren gibt es unterschiedliche Definitionen mit verschiedenen Gewichtsgrenzen zwischen 2 und 1000 kg.

## Tiergruppen
Im Boden lebende Tiere, die größer als 20 mm sind, werden als Megafauna des Bodens bezeichnet. Die Megafauna europäischer Böden umfasst verschiedene Tiergruppen der Humusschicht oder Erdbaue nutzend wie Gürtelwürmer, große Schnecken, große Gliederfüßer (wie Tausendfüßer, Spinnen, Asseln, Ameisen, Käfer und deren Larven) sowie alle Wirbeltiere (Amphibien wie Molche, Reptilien und Säugetiere wie Wühlmäuse, Maulwürfe, Kaninchen, Mäuse, Dachs, Murmeltier). In tropischen Böden z. B. Schleichenlurche (Amphibien), in trockenen Böden z. B. Erdferkel oder Erdmännchen.
Auch bei Wasserbewohnern oder Benthos wird von Megafaunen gesprochen.
Auf fern gelegenen Inseln treten als Megafauna häufig flugunfähige Vögel auf, was mit der Abwesenheit größerer Landraubtiere über lange Zeiträume erklärt werden kann.

## Megafaunen in der jüngeren Erdgeschichte
Unter der Megafauna des Känozoikums werden Lebensgemeinschaften dieses Zeitraums verstanden, die von einer überdurchschnittlich großen Zahl von Arten mit mehr als einer Tonne Gewicht geprägt sind. Solche Faunen treten vor allem in großen Lebensräumen ohne Beweglichkeitshindernisse für große Tierarten wie Bäume und Berge auf, etwa Steppen und Tundren.
Prähistorische Megafaunen fanden sich in den afrikanischen Steppen, in den Tundren der Eiszeit, den Steppenlandschaften Asiens, dem prähistorischen Australien, den Prärien der amerikanischen Kontinente und auf großen Inseln wie Luzon, Madagaskar und Neuseeland.
Die typische Artenzusammensetzung einer Megafauna setzt sich in der Alten Welt und Nordamerika aus Vertretern der Elefanten, Nashörner und Rinder zusammen, in Südamerika treten zunächst vor allem riesenhafte Beuteltiere und Zahnarme auf, bevor über die mittelamerikanische Landbrücke ein Faunenaustausch mit der Megafauna Nordamerikas stattfand.
Am Übergang vom Pleistozän zum Holozän fand ein Artensterben in den Megafaunen der nördlichen Hemisphäre statt.
In Australien entwickeln vor allem Wombats und Kängurus Riesenformen. Die Megafauna Australiens, bestehend aus 24 bekannten Arten, starben bis auf das Känguru vor etwa 46.000 Jahren aus. Dazu zählen auch das riesige Diprotodon, das bis zu 2800 Kilogramm wog, und der Beutellöwe.

## Gegenwart
Megafaunen terrestrischer Großsäuger haben sich in der Gegenwart nur in Afrika und im südlichen Asien erhalten.

## Einfluss auf das Biotop
Die Megaherbivorenhypothese postuliert, dass eine Megafauna großer Pflanzenfresser Bildung und Erhalt einer halboffenen Park- und Weidelandschaft begünstigten.
Experimentell wird im Pleistozän-Park in Ostsibirien der Einfluss einer Megafauna auf das Biotop untersucht.